# لیانگ پسین

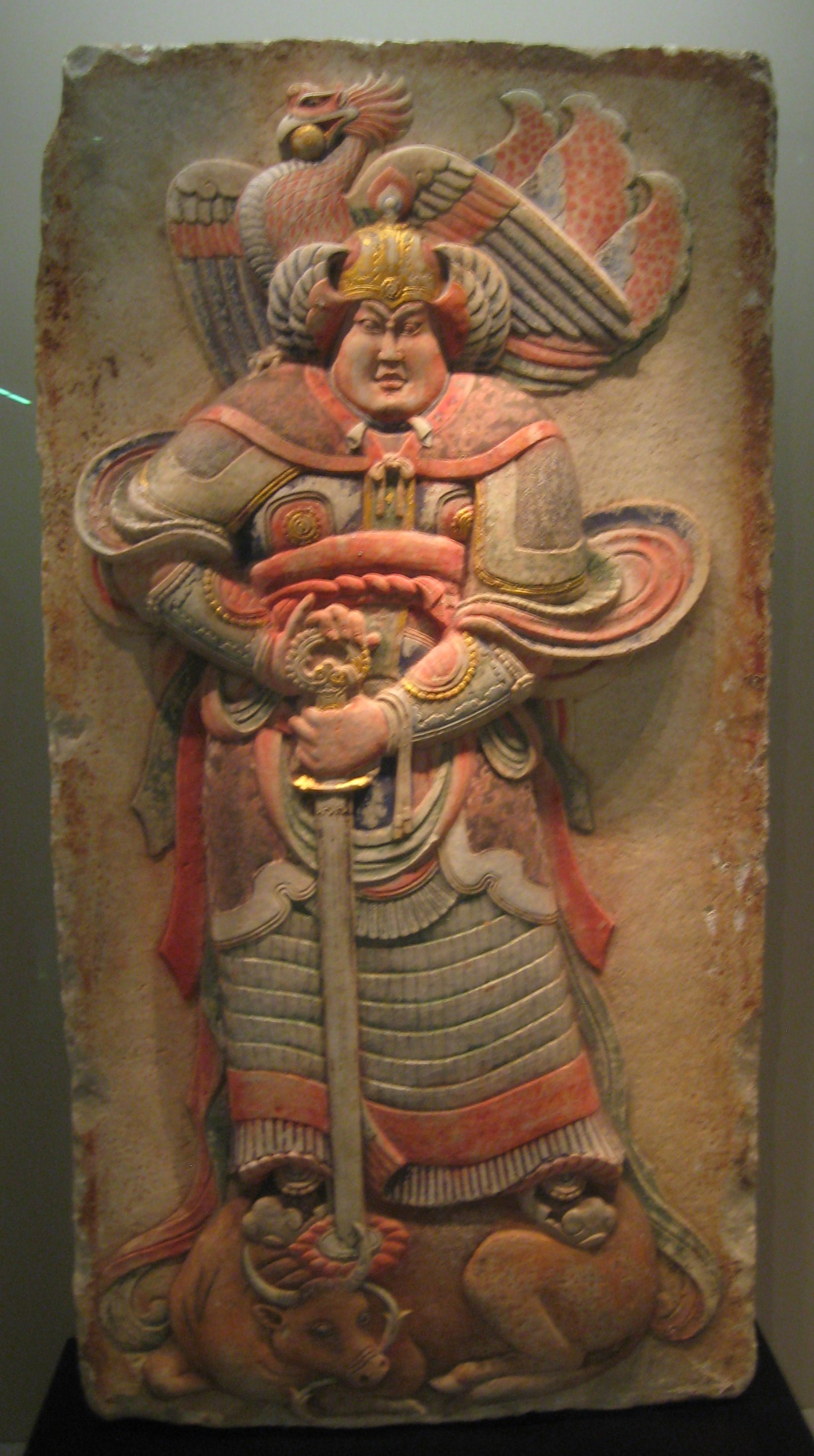
نقاشی برروی سنگ در مقبره وانگ چوزی حالا در موزه ملی چین نمایش داده می‌شود

دودمان لیانگ که در تاریخ‌نگاری با نام لیانگ پسین(به چینی ساده شده :后梁؛ چینی سنتی :後梁؛ پین‌یین: Hòu Liáng) (۱ ژوئن ۹۰۷–۱۹ نوامبر ۹۲۳) یا ژو لیانگ (به چینی:朱梁)، اولین سلسله امپراتوری در دوره پنج دودمان چین و آغازگر دوران ده پادشاهی و پنج سلسله بود. پس از آن که ژو ون آخرین فرمانروای دودمان تانگ امپراتور آئی را مجبور به کناره‌گیری به نفع خود کرد (و سپس او را به قتل رساند) به عنوان امپراتور تایزو دودمان جدید را تأسیس کرد. لیانگ پسین تا سال ۹۲۳ دوام آورد که در نهایت توسط سلسله تانگ پسین ویران شد.

## تأسیس
ژو ون در ابتدا خود را با ستوان هوانگ چائو متحد کرد. با این حال، او بهترین نیروهای هوانگ را گرفت و پایگاه قدرت و نفوذ خود را به عنوان جیدوشی در کایفنگ تأسیس کرد. تا سال ۹۰۴، او به عنوان نایب‌السلطنه بر هر دو پایتخت دودمان تانگ، چانگان و لوئویانگ، تسلط داشت.امپراتور آئی تانگ در سال ۹۰۸ به دستور ژو ون خودکشی کرد.
در همین حال، ژو ون در سال ۹۰۷ خود را امپراتور لیانگ جدید در کایفنگ اعلام کرد. نام لیانگ به منطقه هنان اشاره دارد که قلب حکومت در آن است.

## وسعت قلمرو
لیانگ پسین اکثر شمال چین را تحت کنترل داشت در حالی که پنج دودمان دیگر نیز معمولاً حاکمان شمال چین بوده و یکی پس از دیگری جایگزین می‌شدند، با این حال بسیاری از ناحیه شانشی (که توسط چی کنترل می‌شد) و همچنین هبی (که توسط ایالت یان کنترل می‌شود) و شانشی بیرونی (که توسط ایالت شاتوئو ترک‌ها کنترل می‌شود) عمدتاً خارج از کنترل لیانگ پسین باقی ماندند.